# 哈通拉克拉山
11°03′36″S 75°46′32″W / 11.06000°S 75.77556°W
哈通拉克拉山（Hatun Raqra），是秘魯的山峰，位於該國中部胡寧大區，由塔爾馬省的聖佩德羅德卡哈斯區負責管轄，屬於安地斯山脈的一部分，海拔高度4,200米。